# Lijst van burgemeesters van Heino
Dit is een lijst van burgemeesters van de voormalige Nederlandse gemeente Heino van 1811 tot die per 1 januari 2001 opging in de gemeente Raalte.
| Ambtsperiode | Naam burgemeester                                                       | Partij of stroming | Bijzonderheden                                         |
| ------------ | ----------------------------------------------------------------------- | ------------------ | ------------------------------------------------------ |
| 1811 - 1836  | Antony Klomp                                                            |                    | tot 1813 maire, daarna schout, vanaf 1818 burgemeester |
| 1837 - 1886  | Gabriël Jasper Gerrit de Vidal de St. Germain                           |                    |                                                        |
| 1886 - 1913  | Hendrikus Allardus Johannes van Sonsbeeck                               |                    |                                                        |
| 1913 - 1945  | Alexander van Sonsbeeck                                                 |                    |                                                        |
| 1946 - 1951  | jhr. Alexander Johan Ernst Egon Canisius van der Heyden van Doornenburg |                    | werd burgemeester van Denekamp                         |
| 1951 - 1958  | drs. J.W.J.M. van Bemmel                                                |                    | werd burgemeester van Borne                            |
| 1959 - 1974  | Hans (J.G.F.) Verheijden                                                | KVP                |                                                        |
| 1973 - 1974  | mr. Willem Henric Enklaar                                               |                    | waarnemend, tevens burgemeester van Holten             |
| 1974 - 1986  | drs. Johan (J.L.H.M.) Berger                                            | KVP / CDA          | werd burgemeester van Waalre                           |
| 1986 - 2000  | Antonius Wilhelmus Petrus (Ton) van den Berg                            | CDA                |                                                        |